# Molophilus (Molophilus) stolidus
Molophilus (Molophilus) stolidus is een tweevleugelige uit de familie steltmuggen (Limoniidae). De soort komt voor in het Nearctisch gebied.